# El Nuevo Día Orlando
El Nuevo Día Orlando fue un periódico en español fundada el 2 de septiembre de 2003 y se publicó en días laborables, orientado a satisfacer las necesidades de información de la creciente comunidad hispana de Orlando.
El 13 de noviembre de 2006, el periódico comenzó a circular de forma gratuita, y tuvo tanto éxito que se publicaron 25.000 ejemplares diarios en Orlando (Florida).
Un estudio mostró que el 96% por ciento de los lectores que leen la edición Orlando leerlo en casa. Debido al pobre estado de la economía y un descenso de la audiencia, el periódico dejó de publicarse efectiva el 29 de agosto de 2008.

## Contenido
1. Noticias Locales (de Orlando)
2. Noticias de EE. UU.
3. Noticias de Puerto Rico
4. Noticias de Latinoamérica
5. Noticias del Mundo
6. Ritmo (noticias sobre el mundo del espectáculo)
7. Deportes
8. Voces (tertulias, reuniones, cursos ...etc)
9. El Tiempo (en EE. UU. y Orlando)
10. Clasi-empleos (para encontrar trabajo)
11. Horóscopo

- Datos: Q5822644